# Cinoyong
Cinoyong is een bestuurslaag in het regentschap Pandeglang van de provincie Banten, Indonesië. Cinoyong telt 2079 inwoners (volkstelling 2010).